# السيدة العذراء (تصوير)

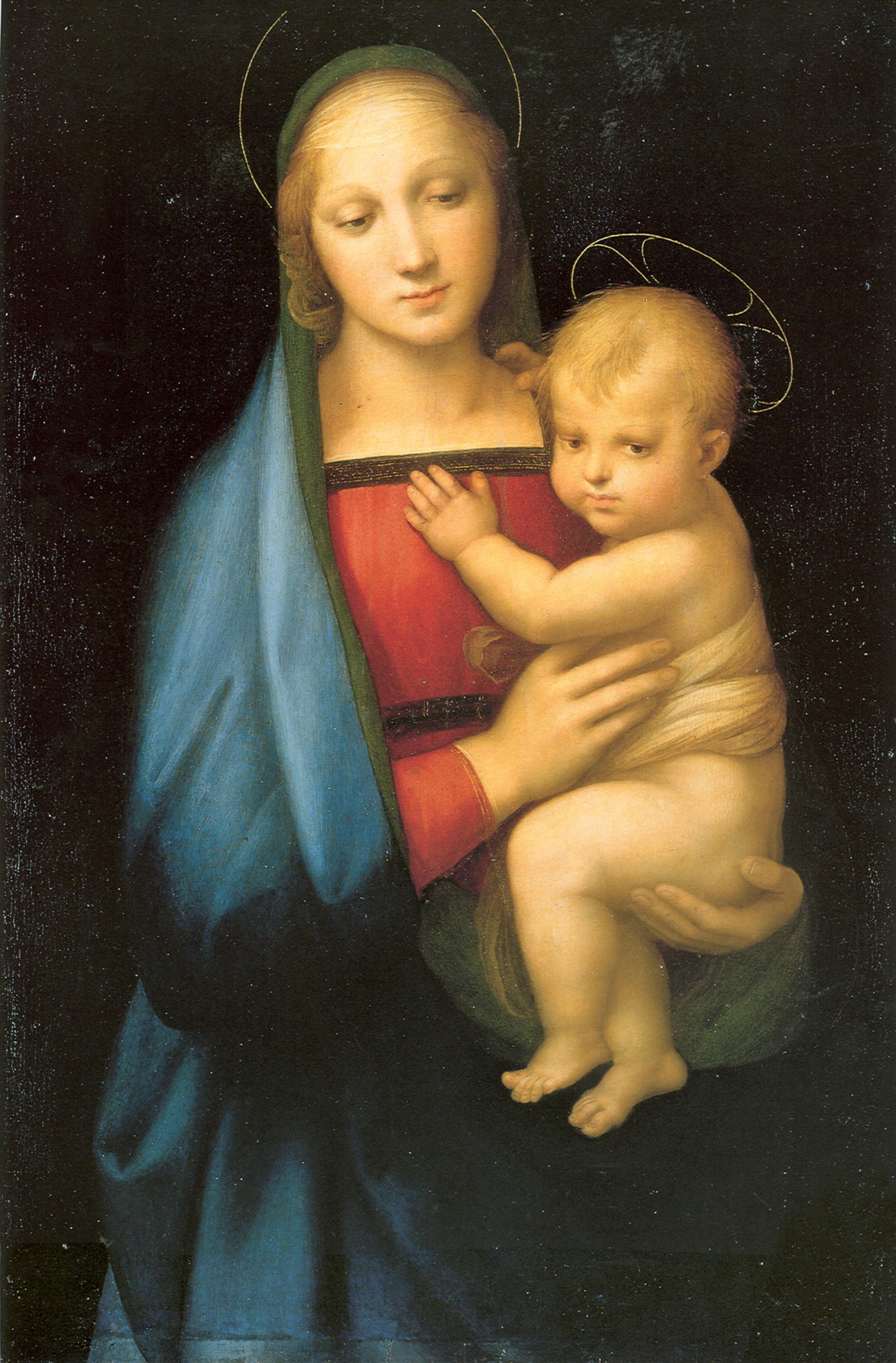
لوحة المادونا والطفل بريشة رفائيل 1505.

مادونا هي أي تجسيد مرئي لمريم العذراء، إما وحدها أو مع طفلها يسوع. الكلمة أصلها في الإيطالية القديمة ma donna (سيدتي). لا توجد صورة تتخلل في الفن المسيحي مثل صورة السيدة العذراء والطفل. قد يتم الإشارة إلى مريم العذراء باسم «مادونا» في صيغ مختلفة، أما في الفن فهذا المصطلح ينطبق تحديدًا على أي عمل فني تكون فيه مريم العذراء هي المحور والشخصية الرئيسية للصورة سواءً كانت مع الطفل يسوع أو دونه. قد تكون مريم والطفل يسوع محاطين بملائكة مغرمين أو قديسين يتعبدون. لا يُشار بهذا المصطلح إلى الصور التي يكون لها مضمون سردي، بما في ذلك تلك المشاهد العديدة التي تتضمنها حياة العذراء، ويتم إعطاء مثل هذه الأعمال العنوان الذي يعكس المشهد مثل البشارة.